# Mont-de-l’If
Mont-de-l’If település Franciaországban, Seine-Maritime megyében. Lakosainak száma 116 fő (2018. január 1.). Mont-de-l’If Blacqueville, Carville-la-Folletière, Croix-Mare, La Folletière, Fréville és Touffreville-la-Corbeline községekkel határos.

## Népesség
A település népességének változása:
| Lakosok száma | 91   | 66   | 53   | 52   | 83   | 97   | 102  | 102  | 115  | 116  |
|               | 1962 | 1968 | 1975 | 1982 | 1990 | 2008 | 2013 | 2015 | 2017 | 2018 |